# Lijst van astronauten op de Maan

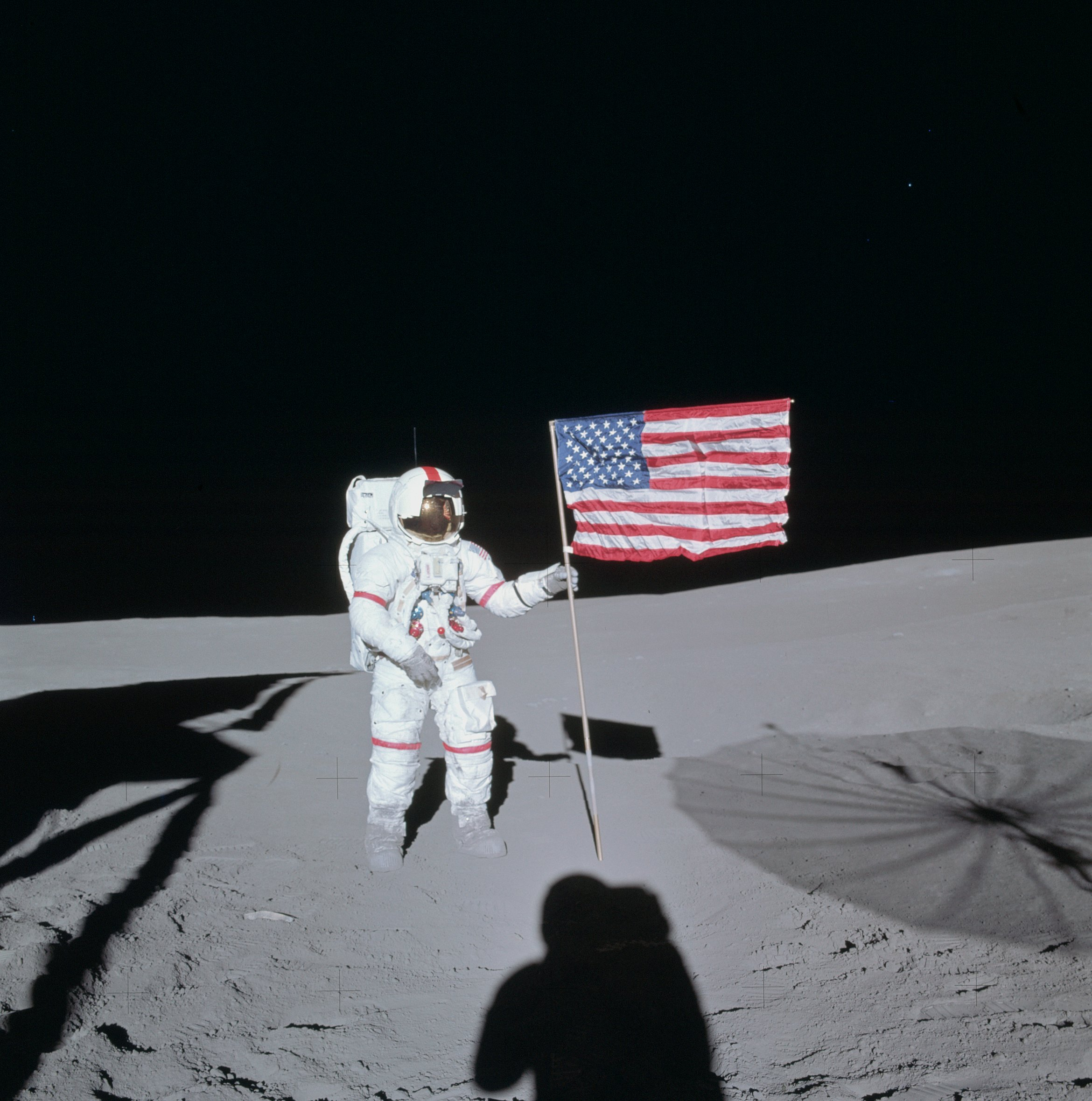
Alan Shepard op de Maan

In totaal zijn er twaalf astronauten op de Maan geweest. Nog eens twaalf hebben de invloedssfeer van de Maan wel bereikt, maar hebben het Maanoppervlak niet betreden. Onder hen zijn de astronauten die in de commandomodule achterbleven alsmede de voltallige bemanning van Apollo 13, die na een ongeval op de heenreis zonder maanlanding terugkeerde naar de Aarde. Ook Apollo 8 en Apollo 10 hebben geen landing uitgevoerd, maar voor die vluchten was dat ook niet de bedoeling.
Al deze astronauten waren Amerikanen. Ze deden dit binnen NASA's Apolloprogramma in de periode van december 1968 tot december 1972. Buiten deze 24 astronauten heeft geen mens ooit de baan om de Aarde verlaten.
De voormalige Amerikaanse president George W. Bush wilde tegen 2020 opnieuw mensen naar de Maan sturen als voorbereiding op een mogelijke reis naar Mars. Zijn opvolger, Barack Obama, wilde dit echter pas in 2030, aangezien hij eerst wilde proberen om een mens op een planetoïde te laten landen. Diens opvolger Donald Trump gaf NASA de opdracht een nieuwe maanlandingsmissie voor te bereiden zonder een datum te noemen en zonder een budget hiervoor vrij te maken.

## Op de Maan geland
1. Neil Armstrong - Apollo 11 - juli 1969
2. Buzz Aldrin - Apollo 11 - juli 1969
3. Pete Conrad - Apollo 12 - november 1969
4. Alan Bean - Apollo 12 - november 1969
5. Alan Shepard - Apollo 14 - februari 1971
6. Edgar Mitchell - Apollo 14 - februari 1971
7. David Scott - Apollo 15 - juli 1971
8. James Irwin - Apollo 15 - juli 1971
9. John Young - Apollo 16 - april 1972 (ook bemanningslid van Apollo 10, die niet op de Maan landde)
10. Charles Duke - Apollo 16 - april 1972
11. Eugene Cernan - Apollo 17 - december 1972 (ook bemanningslid van Apollo 10)
12. Harrison Schmitt - Apollo 17 - december 1972

## Niet geland
De volgende personen hebben de invloedssfeer van de Maan wel bereikt, maar zijn er niet geland.
1. Frank Borman - Apollo 8
2. Jim Lovell - Apollo 8 en Apollo 13
3. Bill Anders - Apollo 8
4. Tom Stafford - Apollo 10
5. Michael Collins - Apollo 11
6. Dick Gordon - Apollo 12
7. Jack Swigert - Apollo 13
8. Fred Haise - Apollo 13
9. Stuart Roosa - Apollo 14
10. Alfred Worden - Apollo 15
11. Ken Mattingly - Apollo 16
12. Ronald Evans - Apollo 17

Buzz Aldrin ·
Neil Armstrong ·
Alan Bean ·
Eugene Cernan ·
Pete Conrad ·
Charles Duke ·
James Irwin ·
Edgar Mitchell ·
Harrison Schmitt ·
David Scott · 
Alan Shepard ·
John Young